# La spada di Damocle
La spada di Damocle è un film per la televisione italiana del 1958 diretto da Vittorio Cottafavi.

## Trama
In una casa signorile i nobili si immedesimano in attori per divertimento. Fra gli ospiti c'è una giovane sarta che, viene a sapere dall'attendente del generale Torre, suo promesso sposo che è già sposato. Decisa a vendicarsi, la sarta si fa assumere come cameriera nella casa del traditore.